# IC 4430
IC 4430 — галактика типу SB0 (компактна витягнута галактика) у сузір'ї Центавр.
Цей об'єкт міститься в оригінальній редакції індексного каталогу.